# Artediellus
Artediellus es un género de peces de la familia Cottidae, del orden Scorpaeniformes. Este género marino fue descrito por primera vez en 1885 por David Starr Jordan.

## Especies
Especies reconocidas del género:
- Artediellus aporosus Soldatov, 1922
- Artediellus atlanticus D. S. Jordan & Evermann, 1898
- Artediellus camchaticus C. H. Gilbert & Burke, 1912
- Artediellus dydymovi Soldatov, 1915
- Artediellus fuscimentus D. W. Nelson, 1986
- Artediellus gomojunovi Taranetz, 1933
- Artediellus ingens D. W. Nelson, 1986
- Artediellus miacanthus C. H. Gilbert & Burke, 1912
- Artediellus minor (M. Watanabe, 1958)
- Artediellus neyelovi Muto, Yabe & Amaoka, 1994
- Artediellus ochotensis C. H. Gilbert & Burke, 1912
- Artediellus pacificus C. H. Gilbert, 1896
- Artediellus scaber Knipowitsch, 1907
- Artediellus schmidti Soldatov, 1915
- Artediellus uncinatus (J. C. H. Reinhardt, 1834)